# 魯達-科爾蒂夫斯卡
49°51′45″N 25°0′56″E / 49.86250°N 25.01556°E
魯達-科爾蒂夫斯卡（羅馬化：Ruda-Koltivska）是烏克蘭西部的村莊，隸屬利維夫州的佐洛奇夫區。該村面積0.62平方公里，海拔高度280米，2001年人口178，人口密度每平方公里286.17人。